# Брагиновский сельский совет
Брагиновский сельский совет (укр. Брагинівська сільська рада) — входит в состав
Петропавловского района
Днепропетровской области
Украины.
Административный центр сельского совета находится в 
с. Богиновка.

## Населённые пункты совета
- с. Богиновка
- с. Богдано-Вербки
- с. Зелёный Гай
- с. Нововербское
- с. Александровка
- с. Солнцево
- с. Шевченко